# Farní sbor Českobratrské církve evangelické v Praze 1 – Staré Město
Farní sbor Českobratrské církve evangelické v Praze 1 – Staré Město, seniorátu pražského, tak řečený Salvátor.
Faráři sboru jsou Tomáš Trusina a Dalibor Antalík. Laickým představitelem sboru je kurátorka Helena Voverková. Ve sboru se konají pravidelně služby Boží každou neděli v 9:30, biblické hodiny pořádá sbor každou středu v 19:00 h.

## Historie
Jeden z prvních evangelických sborů v Praze, založen roku 1872 jako evangelický sbor a. v.
Sbor užívá pozdně renesanční kostel svatého Salvátora v Salvátorské ulici, zakoupený pražskými českými luterskými evangelíky již v roce 1863.